# Liftaren
Liftaren är en amerikansk psykologisk skräckfilm från 1986 med Rutger Hauer och C. Thomas Howell i huvudrollerna. Filmen fick viss framgång på biograferna när den kom och har därefter kommit att räknas till en av 1980-talets minnesvärda filmer.[källa behövs]

## Handling
Jim Halsey (Howell) tar på sig att köra en bil tvärs över USA. I behov av sällskap tar han upp en liftare (Hauer) som visar sig vara en galning och mördare. Liftaren förföljer Jim och duperar polisen att tro att Jim är mördaren. Jims enda räddning är en servitris som tror på hans historia.

## Rollista (i urval)
- C. Thomas Howell - Jim Halsey
- Rutger Hauer - John Ryder
- Jennifer Jason Leigh - Nash